# Формула-1 — Гран-прі Цезарс Палас
Гран-прі Цезарс Палас — один з етапів чемпіонату Світу з автоперегонів у класі Формула-1, проходив у 1981 і 1982 роках на трасі Цезарс Палас в Лас-Вегасі, США. Офіційна назва Caesars Palace Grand Prix (1981) та IInd United States Las Vegas Grand Prix (1982).

## Переможці Гран-прі
| Рік  | Пілот            | Конструктор   | Траса        | Результат |
| ---- | ---------------- | ------------- | ------------ | --------- |
| 1984 | Том Снева        | March-Ford    | Цезарс Палас | Результат |
| 1983 | Маріо Андретті   | Lola-Ford     | Цезарс Палас | Результат |
| 1982 | Мікеле Альборето | Tyrrell-Ford  | Цезарс Палас | Результат |
| 1981 | Алан Джонс       | Williams-Ford | Цезарс Палас | Результат |